# Miguel Godoy
Miguel Ángel Godoy (Paraguay, 7 de mayo de 1983) es un futbolista paraguayo. Juega de Centrocampista.

## Clubes
| Club                 | País     | Año       | Partidos | Goles |
| -------------------- | -------- | --------- | -------- | ----- |
| Cerro Porteño PF     | Paraguay | 2009-2013 | 82       | 7     |
| Capiatá              | Paraguay | 2014      | 4        | 0     |
| Sportivo Luqueño     | Paraguay | 2014-2015 | 61       | 3     |
| Deportivo Cali       | Colombia | 2016      | 7        | 0     |
| Sportivo Luqueño     | Paraguay | 2016-2019 | 83       | 4     |
| Guaireña FC          | Paraguay | 2020-2021 |          |       |
| Sportivo San Lorenzo | Paraguay | 2021-2022 | 0        | 0     |
| Sportivo Luqueño     | Paraguay | 2022      |          |       |